# Arraiján
Arraiján ist eine Stadt des mittelamerikanischen Staates Panama und Hauptstadt des gleichnamigen Distrikts innerhalb der Provinz Panamá Oeste mit 41.041 Einwohnern (2010). die liegt auf einer Höhe von 141 Metern über dem Meeresspiegel.

## Sport
Von 1983 bis 2019 hatte der Santa Gema FC seinen Sitz in der Stadt.